# 劉緯 (1879年)

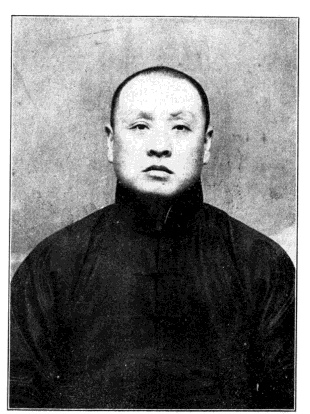

劉緯（1879年—？），字鸿岷，四川榮縣人。清末民初政治人物、教育家。

## 生平
劉緯早年从四川高等學堂畢業後，任榮縣縣立高等小學校長四年，任視學一年。四川諮議局成立，劉緯當選爲議員，旋即当選資政院議員。
中华民國成立后，民國二年（1913年）一月，當選爲第一屆國會衆議院议员。中华民国初年，曾任劍閣縣等縣知事。